# Genti János lancasteri herceg
John of Gaunt (1340. március 6. – 1399. február 3.) az angol Plantagenêt-ház tagja, Lancaster, majd Aquitania hercege, III. Eduárd angol király és Hainaut-i Filippa harmadik fia. Szülei szokásukhoz híven gyermekeiket arról a helyről nevezték el, ahol születtek. Filippa 1340-ben adott életet Johnnak a flandriai Gent városában, a város neve angol Gaunt volt. John a korabeli Anglia egyik legnagyobb földbirtokosa és legbefolyásosabb nemesura volt. Unokaöccse, II. Richárd kiskorúsága alatt nagy befolyásra tett szert Angliában. Leszármazottai között találhatók a Lancaster-házi királyok, IV. Henrik, V. Henrik és VI. Henrik.

## Élete
John 1340-ben született a genti Szt. Bavo apátságban. 1342. szeptember 2-án apja Richmond grófjának nevezte ki, de ezt a címet 1372-ben elvesztette. Első törvénytelen gyermeke, Blanche Plantagenet 1359-ben született, anyja John szeretője, Marie de St. Hilaire, aki Philippa királyné egyik udvarhölgye volt. 1359-ben feleségül vette Blanche of Lancaster-t, Henry of Grosmont lányát. Henry és Edward rokonok, másodunokatestvérek voltak, mindketten III. Henrik angol király leszármazottai.
1361-ben apósa halálával János megkapta a Lancaster grófja címet és apósa birtokainak felét. Ezzel egy csapásra Anglia legnagyobb földbirtokosa lett, mivel ellenőrzése alá került Lancaster palotagrófsága. Emellett megkapta Halton 14. bárójának címét is. Az örökség második felét 1362. április 10-én kapta meg, amikor meghalt Blanche nővére, Maud lancasteri grófnő, I. Vilmos bajor herceg felesége. John 1362. november 13-án kapta meg a hercegi címet apjától, eddigre több mint 30 kastély és a hozzájuk kapcsolódó birtokok voltak ellenőrzése alatt.
Bátyja, Eduárd walesi herceg halála után John megpróbált szembehelyezkedni a katolikus egyházzal, amely jelentős világi birtokokat és ennek megfelelő befolyást tudhatott magának. Védelmébe vette az egyházi reformokat hirdető John Wyclif-ot, de növekvő befolyása egyre nagyobb ellenérzést keltett az angol nemesekben.
Ebben az időben Anglia sorozatos vereségeket szenvedett a százéves háború csatáiban, részben emiatt, részben a háborúk miatt kivetett magas adók miatt, és végül III. Edward és Alice Perrers házasságtörő viszonya miatt, a király és kormányzata egyre népszerűtlenebb lett az 1370-es években. Edward és fia, a Fekete Herceg, mint háborús hősök, továbbra is népszerűek voltak, de John egyre népszerűtlenebb lett. 1371-ben feleségül vette Kasztíliai Konstanciát és házassága révén 1372. október 6-án felvette Kasztília és León királyi címét. Bár a trónt gyakorlatban nem foglalhatta el, de megkövetelte, hogy a többi nemes spanyol királyként köszöntse.
1377-ben, III. Edward halála után a trónt kiskorú unokája, II. Richárd örökölte, gyámja John volt, aki még nagyobb befolyást szerzett Anglia kormányzásában. Mivel sokan azt sejtették, hogy maga is a trónra tör, John nagyon vigyázott arra, hogy sose hozzák összefüggésbe a király ellenségeivel. Azonban, mint Anglia teljhatalmú ura, meglehetősen népszerűtlen intézkedéseket hozott, adórendeletei miatt robbant ki az 1381-es parasztlázadás is, amelynek során a felkelők elpusztították a Savoy Palace-t, John londoni rezidenciáját.
1380-ban John szövetséget kötött I. Ferdinánd portugál királlyal, akitől azt remélte, hogy támogatja a spanyol trón megszerzésében. 1386 júliusában katonai expedíciót indított Kasztília meghódítására, ami kezdetben sikereket ért el, és elfoglalta Galíciát. 1387 márciusában tovább vonult Kasztíliába, de I. János kasztíliai király elérte, hogy John lemondjon követeléséről, cserébe Katalin lányát feleségül adta a kasztíliai trón örököséhez, Henrik herceghez.
Időközben II. Richárd uralkodása polgárháború szélére sodorta Angliát, az ellene fellépő nemesurak (Lords Appellant), Gloucester hercegének és Arundel grófjának vezetésével, legyőzték a király seregét és száműzték vagy kivégezték a király tanácsadóinak többségét. John 1389-es visszatérésére és erőteljes fellépésére volt szükség, hogy Richárd ismét visszanyerje pozícióit, míg 1397-ben le nem tudott számolni a lázadókkal. A király és a lázadók közötti közvetítési kísérletei miatt John népszerűsége, mint a  királyság békéjének megteremtője, részben helyreállt. 1399-ben a Leicester Castle-ban halt meg.

## Családja és leszármazottai
John első gyermeke anyja egyik udvarhölgyével folytatott kapcsolatából született. 1359. május 19-én vette feleségül Blanche of Lancaster-t (1345. március 25. - Bolingbroke Castle, 1369. szeptember 12.), Henry of Grosmont, Lancaster hercege és Isabel de Beaumont lányát. John és Blanche harmadunokatestvérek voltak, de a házasság révén szerzett vagyon megalapozta John pozícióját. Blanche 1369-ben a pestisjárvány áldozataként meghalt. John második felesége (Roquefort, Guyenne, 1371. szeptember 21.) Kasztíliai Konstancia (1354 - Leicester Castile, 1394. március 24., I. Péter kasztíliai király és Maria de Padilla leánya volt. Péter ekkor már halott volt, mivel féltestvére II. Henrik kasztíliai király 1369-ben legyőzte, foglyul ejtette, majd leszúrta. John mindenesetre felesége jogán kasztíliai királynak tartotta magát. John sosem tudta érvényesíteni követelését a trónra, de Konstanciától született lányát, Katalint feleségül adta a későbbi III. Henrik kasztíliai királyhoz.
A Konstanciával kötött házasság alatt John végig szeretőt tartott, Katherine Swynford-ot, akitől négy gyermeke született. Konstancia halála után John 1396-ban feleségül vette Katherine-t és II. Richárd király valamint a pápa engedélyével törvényesítette négy közös gyermeküket (bár az angol trónt semmilyen körülmények között sem örökölhették. A legidősebb gyermek - akit szintén Johnnak hívtak - dédunokája azonban később VII. Henrik néven foglalta el az angol trónt.
IV. Henriktől a York-ház tagjainak kivételével minden angol uralkodó John of Gaunt leszármazottja.
John első kapcsolatából Marie de St. Hilaire-val egy gyermek ismert:
- Blanche Plantagenet (1359–1388/89), férje (1381) Sir Thomas Morieux (1355–1387)

John első házasságából hét gyermek született:
- - Filippa (1360–1415),férje I. János portugál király (1357–1433)
  - János (1362–1365);
  - Erzsébet (1363–1426), első férje(1380) John Hastings, 3rd Earl of Pembroke (1372–1389), a házasságot 1383-ban semmisnek nyilvánították; második férje (1386) John Holland, Exeter első hercege (1350–1400); harmadik férje Sir John Cornwall, 1st Baron Fanhope and Milbroke ( - 1443)
  - Edward (1365–1368);
  - János (1366–1367);
  - Henrik (1366–1413), első felesége Mary de Bohun (1369–1394); második felesége Navarrai Johanna (1368–1437). Apja halála után legyőzte II. Richárdot és IV. Henrik néven elfoglalta a trónt.
  - Izabella (1368–1368)

Kasztíliai Constanzával kötött házasságából két gyermek született:
- Katalin (1372–1418), férje III. Henrik kasztíliai király (1379–1406)
- János (1374–1375)

Szeretőjétől, majd később harmadik feleségétől, Katherine Swynfordtól négy gyermeke ismert:
- John Beaufort, Somerset grófja (1373–1410), felesége Margaret Holland (1385-1429)
- Henry, Beaufort érseke (1375–1447)
- Thomas Beaufort (1377–1427), Exeter hercege, felesége Margaret Neville
- Joan Beaufort (1379–1440), első férje Robert Ferrers, Ferrers bárója ( - 1396); második férje Ralph Neville, Westmoreland grófja (1364–1425)